# Edmund Leszczyc-Sumiński

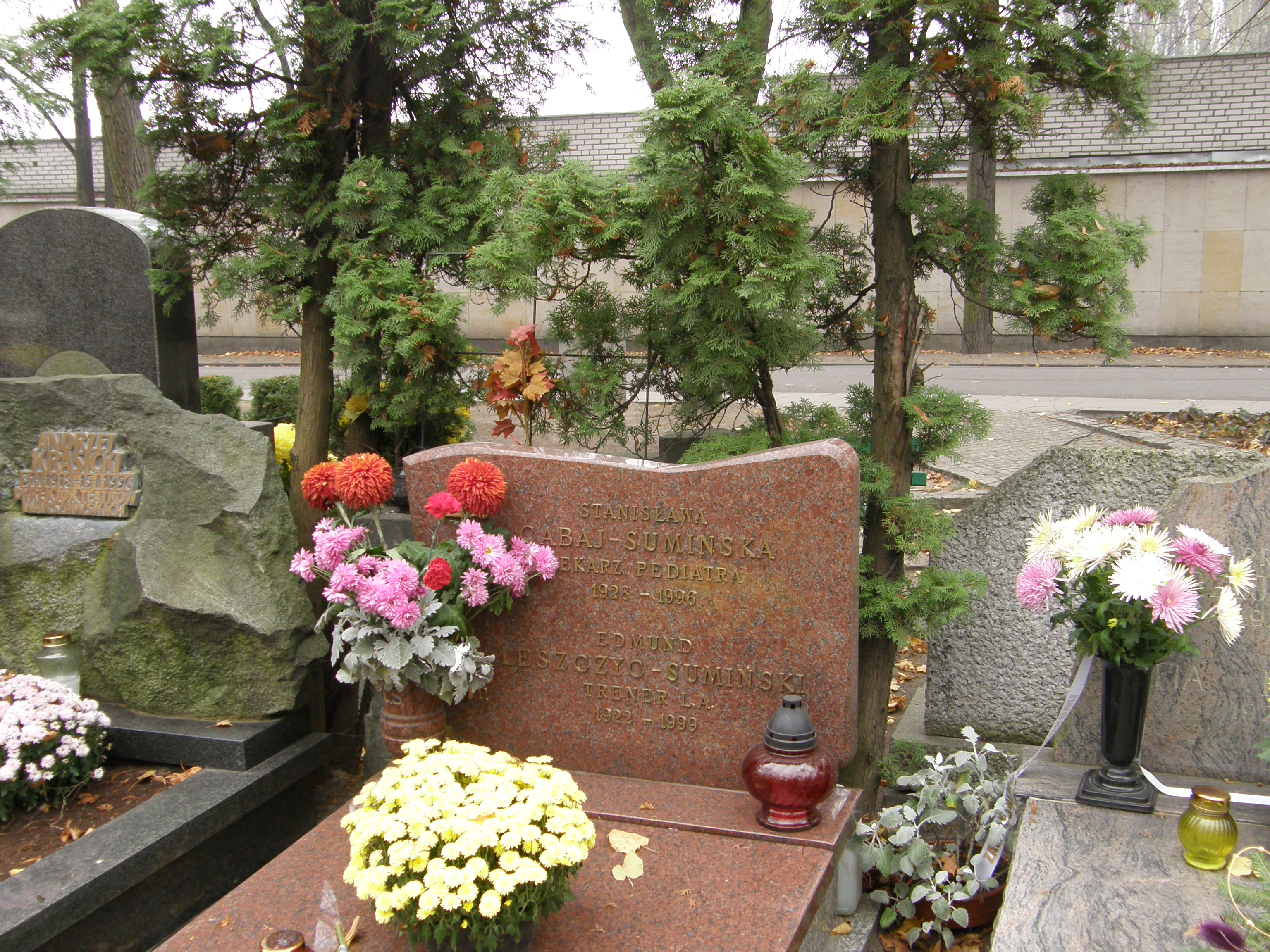
Grób Edmunda Sumińskiego na wojskowych Powązkach

Edmund Leszczyc-Sumiński (ur. 6 grudnia 1922, zm. 26 maja 1999 w Warszawie) – polski lekkoatleta specjalizujący się w rzucie oszczepem.
Dwukrotny brązowy medalista mistrzostw Polski (1949 i 1951). W 1950 dwa razy bronił barw narodowych w meczach międzypaństwowych - przeciwko Węgrom (16 lipca w Warszawie) i  Bułgarii (17 września w Sofii). Reprezentant AZS-u Poznań (1949-1952) i AZS-u Warszawa (od 1953). Rekord życiowy: 57,20 m. (21 października 1951, Warszawa).
Po zakończeniu kariery pracował jako trener i sędzia PZLA. Pochowany na Cmentarzu Wojskowym na Powązkach w Warszawie (kwatera AII-13-19).

## Progresja wyników
| Rok           | 1949  | 1950  | 1951  | 1952  | 1953  |
| Odległość (m) | 56,57 | 57,15 | 57,20 | 54,69 | 53,89 |